# أنتشانغ داي غن
الأمير العظيم آنتشانغ (안창대군 | 安昌大君) هو الابن الخامس للملك موغجو ملك جوسون التشوجوني , اسمه الشخصي هو يي مايبل (이매불 | 李梅拂) . في 16 يوليو 1872 (السنة التاسعة من حكم الملك) قام الإمبراطور غوجونغ برفع مرتبة الأمير إلى تشوبونغ وأعطي لقب الأمير العظيم (대군) .

## حياته
هو الابن الخامس للملك موغجو , وموغجو هو والد الملك يغجو وجد الملك دوجو ووالد جد الملك هوانجو . رغم إعطائهم اللقب الملكي (ملك جوسون) , إلا أنهم عاشوا قبل أن يتم تأسيس المملكة على يد الملك تايجو , حفيد حفيد الملك موغجو .
كان يعمل في مملكة غوريو , ثم انتقل إلى مملكة يوان . في مملكة غوريو وصل في منصبه إلى هاينغ ييبنسجغجانغ (예빈시직장 | 行禮賓寺直長) . وصل لمرتبة جونغويدايبو (정의대부 | 正義大夫) هوجوجونسو (호조전서 | 戶曹典書) ثم لقب الأمير العظيم يونغجونغجونغ-غيونغبسا (대군 영종정경부사 | 大君領宗正卿府事) .

## موته
قبره في مقاطعة هامغينغ الشمالية , وتقدم طقوس الاحترام له كل سنة .

## العصر الحديث
سكن أحفاده في نفس المنطقة في سلام، ولكن بعد الحرب بين كوريا الجنوبية وكوريا الشمالية بين سنة 1950 وسنة 1953 , انتشر أحفاده في العديد من الأماكن .

## العائلة
- الأب : موغجو (목조) .
- الأم : الملكة هيوغونغ من عشيرة يي , (효공왕후 이씨 | 孝恭王后 李氏) .
- الإخوة :
  - الأمير العظيم آنتشون , (안천대군 | 安川大君) , يي وسون , (이어선 | 李於仙) , أخ شقيق .
  - الأمير العظيم آنوون , (안원대군 | 安原大君) , يي جن , (이진 | 李珍) , أخ شقيق .
  - الأمير العظيم آنبنغ , (안풍대군 | 安豊大君) , يي جنغ , (이정 | 李精) , أخ شقيق .
  - الملك العظيم يغجو , (익조대왕 | 翼祖大王) , يي هاينغري , (이행리 | 李行里) , أخ شقيق .
  - الأمير العظيم آنهينغ , (안흥대군 | 安興大君) , يي غوسو , (이구수 | 李球壽) , أخ شقيق .